# Bridelia verrucosa
Bridelia verrucosa är en emblikaväxtart som beskrevs av Henry Haselfoot Haines. Bridelia verrucosa ingår i släktet Bridelia och familjen emblikaväxter. Inga underarter finns listade i Catalogue of Life.